# Trnov Hrib
Trnov Hrib je naselje v Občini Laško.